# 엘리자베스 2세
엘리자베스 2세(영어: Elizabeth II, 1926년 4월 21일~2022년 9월 8일)는 영국의 여왕으로 영국을 포함한 16개국(영연방 왕국)과 기타 국외 영토와 보호령의 군주이다. 본명은 엘리자베스 알렉산드라 메리 윈저(영어: Elizabeth Alexandra Mary Windsor)로, 호칭은 ‘영연방의 엘리자베스 2세 여왕 폐하(영어: Her Majesty Queen Elizabeth II of the United Kingdom)’이다. 1952년 2월 서거한 부왕 조지 6세의 뒤를 이어 왕위에 올라 70년 동안 영국을 통치하다 2022년 9월 8일 스코틀랜드 애버딘셔에 위치한 밸모럴성에서 사망했다. 또한 영국 뿐만 아니라 캐나다, 오스트레일리아, 뉴질랜드, 자메이카, 바하마, 그레나다, 파푸아뉴기니, 솔로몬 제도, 투발루, 쿡 제도, 세인트루시아, 세인트 빈센트 그레나딘, 벨리즈, 앤티가 바부다, 세인트키츠 네비스 등 영국 연방 국가의 수장이었다.
엘리자베스 2세는 그 밖에도 영국 성공회의 최고 치리자, 노르망디 공작, 랭커스터 공작, 맨섬의 영주, 피지의 최고 추장, 함대 사령장관 등의 다양한 직함을 보유하였다. 2022년 기준 전 세계 군주들 가운데서 최고령 최장기간 재위한 군주가 되었다. 2012년 6월에 재위 60주년을 맞은 엘리자베스 2세는 64년 동안 재위했던 빅토리아 여왕에 이어 영국 역사상 두 번째로 다이아몬드 주빌리를 맞이하는 군주가 되었다. 2022년 2월 6일에는 사상 최초로 플래티넘 주빌리(즉위 70주년)를 맞이함으로써, 일본의 124대 쇼와 천황의 기록을 깼다. 즉위 60주년을 맞아 실시된 영국의 가장 위대한 국왕이 누구인지 묻는 설문조사에서는 빅토리아 여왕, 엘리자베스 1세를 제치고 1위에 오르기도 했다. 엘리자베스 2세 여왕은 2015년 9월 9일 오후 5시 30분을 기점으로 빅토리아 여왕의 통치 기간을 넘어서 영국의 최장수 통치자로 기록되었다.

## 개요
엘리자베스 2세는 1952년 2월 6일 아버지 조지 6세가 서거하면서 영국, 캐나다, 오스트레일리아, 뉴질랜드, 남아프리카, 파키스탄, 실론(지금의 스리랑카) 등의 여왕이 되었다.
그의 치세에 대영 제국의 다른 식민지들이 영국으로부터 독립을 달성함으로써 이후 그가 왕위에 오른 후 12년 동안 54개국이 가입한 영국 연방 가운데 절반인 32개국은 공화국이 되었고 5개국은 독자적인 군주를 가지게 되었지만, 16개국은 아직도 영국 군주를 자국의 국가원수로 삼고 있다.
엘리자베스 2세는 각각의 나라에서 다른 정식 칭호를 가지고 있었다.
영국에서의 정식 칭호는 ‘하느님의 은총으로, 그레이트브리튼과 북아일랜드 연합왕국 및 기타 왕국과 영토의 여왕, 영연방의 수장, 신앙의 옹호자이신 엘리자베스 2세 폐하(Her Majesty Elizabeth the Second, By the Grace of God of the United Kingdom of Great Britain and Northern Ireland and of Her Other Realms and Territories Queen, Head of the Commonwealth, Defender of the Faith)’이다. 21세기 지구상에서 2개국 이상의 독립국을 다스리는 유일한 군주였다.
이 때문에 그는 이따금 법적으로 상반되는 의견을 가진 국가들의 국가원수로서의 얼굴을 하는 경우가 있었다.
예를 들어 2003년에 일어난 이라크 전쟁의 경우, 전쟁에 찬성하며 참여한 영국과 오스트레일리아 여왕의 입장을 가지는 한편, 전쟁에 반대한 캐나다 여왕으로서 행동할 수도 있었다.
실제로 영국 이외의 나라의 왕으로서 행동하기도 하므로(특히 그 나라에 체재하는 경우, 예를 들어 캐나다 체제 중에는 캐나다 왕으로, 오스트레일리아 체제 중에는 오스트레일리아 왕으로, 파푸아뉴기니 체제 중에는 파푸아뉴기니 왕으로 행동함) 이 문제는 매우 까다롭다고 할 수 있다.
1947년 엘리자베스 2세는 필립 마운트배튼과 결혼하여 3남 1녀를 두었다.
본래 그리스와 덴마크의 왕자로 태어난 필립은 영국에 귀화해 에든버러 공작 작위를 받았다.

## 어린 시절
엘리자베스는 1926년 4월 21일 2시 40분(GMT) 런던 메이페어의 브루턴 거리 17번지에서 요크 공 앨버트(훗날의 조지 6세)와 요크 공작부인 엘리자베스 보우스라이언(나중에 그의 딸 엘리자베스가 왕으로 즉위한 후로는 왕대비로 격상됨)의 장녀로 제왕절개를 통해 태어났다.
엘리자베스는 버킹엄 궁전의 개인 부속 예배당(제2차 세계 대전 당시 파괴되어 지금은 존재하지 않음)에서 코스모 고든 랭 요크 대주교(영국성공회 요크관구를 감독한 코스모 고든 랭 대주교라는 뜻)로부터 세례를 받았다. 그의 대부모(후견인)는 그의 조부모들인 조지 5세와 메리 왕비이다. 그의 외조부모들은 스트라스모어 백작 클라우드 보우스라이언과 메리 엘핀스톤 부인이다.
그는 어머니의 이름을 가지되 영국 왕실을 대표적으로 상징되는 엘리자베스 다음에 그가 태어나기 1년 전에 사망한 증조모 알렉산드라 왕대비와 조모 메리 왕비의 이름을 따와 그의 중간이름으로 지명되었다. 그는 할아버지 조지 5세와 친밀한 관계를 유지했는데 조지 5세는 엘리자베스가 어릴적에 자신의 이름을 제대로 발음하지 못하고 옹알거리는 것을 보고 "릴리벳"라는 애칭을 그에게 주었다.
엘리자베스 공주의 유일한 자매는 1930년에 태어난 마거릿 공주이다. 두 공주는 집에서 그들 어머니의 감독 아래 교육을 받았다. 그들의 가정교사는 마리온 크로포드였다.
그는 이튼 칼리지의 학장 C. H. K. 마틴과 함께 역사를 공부했으며, 현대 언어에 박식하여 프랑스어를 유창하게 말할 줄 알았다. 세계 성공회 공동체의 상징인 캔터베리 대주교로부터 종교학을 수업받은 그는 신심 깊은 성공회 신자가 되었다.
영국 국왕의 직계 손녀로서 엘리자베스는 “전하”라는 호칭과 함께 영국 공주의 직함을 보유하였다. 그의 정식 직함은 “요크의 엘리자베스 공녀 전하(Her Royal Highness Princess Elizabeth of York)”였다. 그의 아버지는 현 국왕의 차남이었고 그의 백부 에드워드(훗날의 에드워드 8세)가 웨일스 공이 되면서 장차 왕위 계승이 예정되었기 때문에, 비록 엘리자베스의 출생이 대중의 관심을 받기는 했지만 많은 이들은 웨일스 공이 조만간 결혼해 자녀를 출산하고 이들이 왕위에 오를 것이라고 당연히 생각하여 아무도 엘리자베스가 왕이 될 것으로는 예상하지 못했다. 하지만 1936년 에드워드 8세가 자식을 남기지 못한 채 퇴위하고 그의 아버지가 조지 6세로 왕위에 올랐다.

## 추정 상속인
큰아버지 에드워드 8세가 퇴위함에 따라 엘리자베스의 아버지가 왕이 되었고, 엘리자베스는 추정 상속인이 되었다. 그때부터 엘리자베스는 “엘리자베스 공주 전하(Her Royal Highness The Princess Elizabeth)”로 불리게 되었다. 곧 그에게 Princess of wales라는 직함이 제안되었지만, 이 직함이 본래 웨일스 공의 아내에게 주어지는 것이었고, 이 직함이 주어진다면 엘리자베스의 대영제국의 공주라는 권리가 저하될 것이라고 생각했기에 엘리자베스의 아버지 조지 6세는 이 제안을 거절했다.
엘리자베스가 열세 살이 되던 해, 제2차 세계 대전이 일어나자 그와 그의 어린 여동생 마거릿 공주는 버크셔주의 윈저 성으로 대피하였다. 일부에서 공주들을 캐나다로 대피시켜 브리티시컬럼비아주의 하틀리 성에 머무르게 하자는 제안을 하자, 그들의 어머니는 “아이들은 나 없이 지내지 않을 것이며, 나는 왕의 곁을 떠나지 않을 것이다. 그리고 왕은 결코 조국을 떠나지 않을 것이다.”라며 받아들이지 않았다. 원저에서 엘리자베스 공주와 마거릿 공주는 성탄절에 가족과 친구들을 초대하여 왕실 직원들의 아이들과 함께 무언극을 연출하였다. 그가 13살이 되었을 때 먼 친척이자 미래의 남편이 될 그리스 출신의 필립 왕자를 처음으로 만나게 되었다. 영국 해군에 복무하던 그를 본 엘리자베스는 첫눈에 반하여 그에게 편지를 쓰기 시작했다.
할아버지인 조지 5세의 이종 사촌 동생이 러시아 제국의 차르인 니콜라이 2세인 관계로 엘리자베스 2세는 니콜라이 2세와도 친인척 관계이다. 엘리자베스 2세와 니콜라이 2세 모두 외가쪽으로는 크리스티안 9세의 혈통이다.

### 군 복무

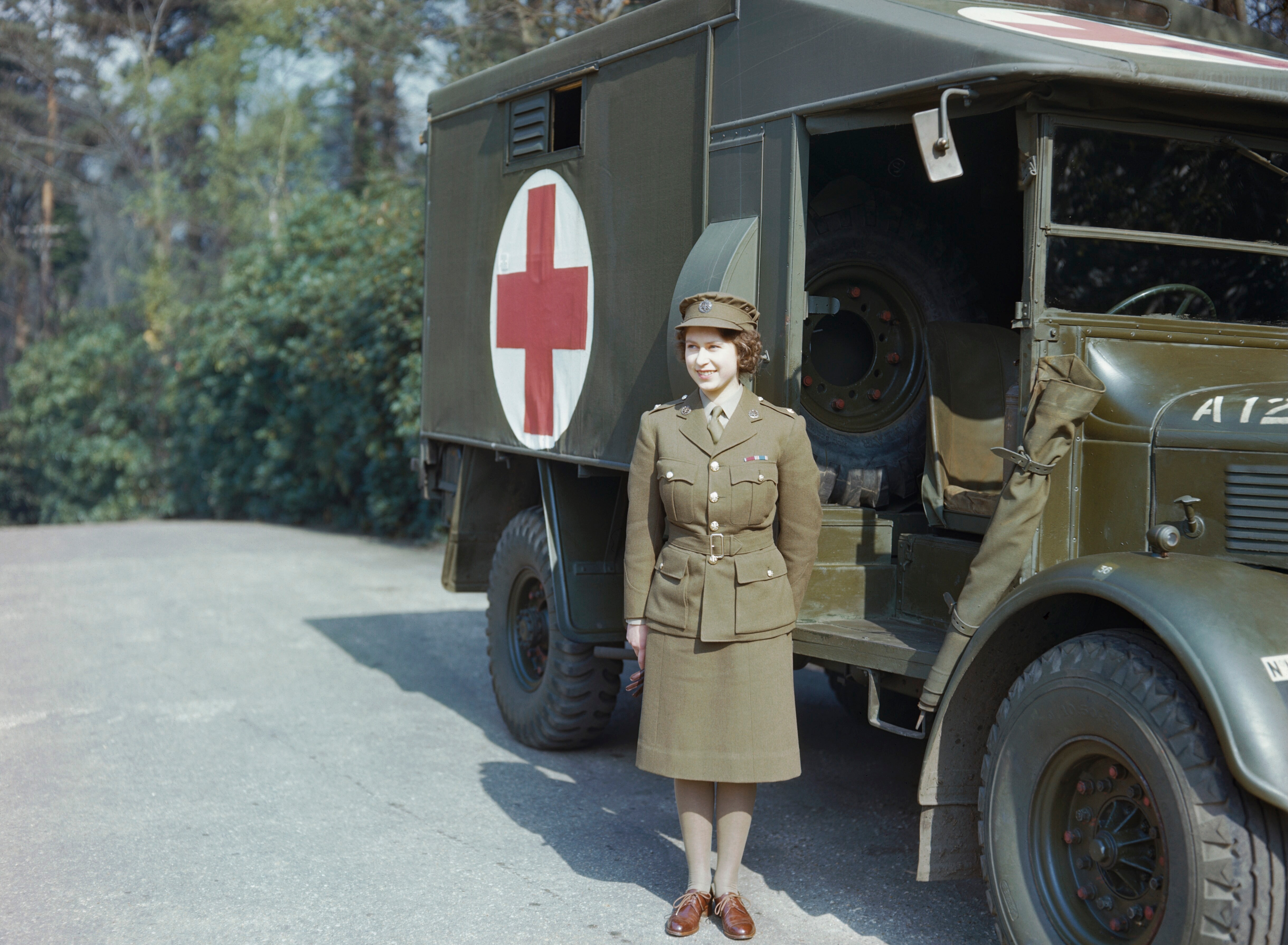
1945년 4월 보조 영토 서비스에서 제복을 입은 엘리자베스

1945년, 스무 살의 엘리자베스 공주는 전쟁에 직접 참가해 조국에 봉사하고 싶다며 아버지 조지 6세를 설득하여 마침내 허락을 받아냈다. 3월 4일 그는 또래 여자들이 봉사하는 영국 여자 국방군에 입대하여 보조 영토 서비스에 배치되었다. 여자들로 구성된 보조 영토 서비스는 1938년 창설 당시에는 주 업무가 취사, 사환 업무, 부대 내 매점 관리 등의 비(非)전투 업무였으나, 전쟁이 커지자 운전, 탄약 관리 등의 전투업무로 확대됐다. 그곳에서 엘리자베스의 군번은 230873이었으며, 엘리자베스 윈저 소위로 불리며 군용 트럭을 모는 운전병으로 복무하여 노블레스 오블리주를 실천하였다.
당시 기록을 보면 엘리자베스 공주는 왕위 계승자였음에도 다른 병사들과 똑같이 운전과 탄약 관리 등의 임무를 수행했다. 그는 왕실에서 그림을 그리고 악기를 연주하던 손으로 흙바닥에 앉아 차량을 수리했다. 그가 무릎을 꿇고 앉아 트럭 바퀴를 교체하는 모습, 트럭의 보닛을 열고 수리하는 모습을 담은 흑백사진이 당시의 활동 모습을 말해 준다. 다만 왕위 계승권에 들어가 있는 신분이었기 때문에 사병이나 부사관으로서는 군복무를 할 수가 없었고 무조건 장교로 강제되었기 때문에 엘리자베스 공주의 보직 호칭은 보급수송장교였으며 전역 당시의 계급 역시 대위였다.
여성 왕족 가운데 다른 학생들과 동등한 훈련을 받으며 군 복무를 한 사람은 현재까지 그녀가 처음이자 유일하다. 비록 이전의 왕들이 영국군과 캐나다군의 최고 사령관이기는 했지만 명목상에 불과했으며 왕실 여성에게는 명예상의 직함만 주어졌을 뿐이었다. 당시 엘리자베스는 이러한 경험을 무척 기쁘게 했으며, 이 경험을 통해서 자기 아이들을 궁정에서 가르치기보다는 학교에 보내 공부시키는 게 낫다고 결심하게 되었다고 한다. 런던에서 브이이 데이를 기념하는 동안 그와 그의 여동생 마거릿 공주도 모두와 함께 축하하며 한밤중까지 군중과 어울렸다.

### 결혼
엘리자베스는 그리스와 덴마크의 왕자 필리포스와 결혼하였다. 이들 내외는 덴마크의 크리스티안 9세의 방계후손으로 재종숙질녀간이다. 한편, 빅토리아를 조상으로 두어 삼종 남매뻘이기도 하다.
필립은 그리스에서의 왕위에 관한 권리를 포기하고, 결혼에 앞서 에든버러 공의 작위를 받기 전에 간결하게 필립 마운트배튼 중위로 불렸다. 필립은 그리스 왕족으로 덴마크 왕실인 슐레스비히홀슈타인사운덴부르크글뤽스부르크 왕가의 일원이자 올덴부르크 왕가의 계통이었다. 둘의 결혼은 논쟁의 대상이 되었다. 필립이 영국의 국교회인 영국 성공회의 신자가 아닌, 정교회 신자인 데다가 뒤를 받쳐줄 후원 세력도 없었고, 영국의 적성 국가였던 나치 독일 지지자와 결혼한 누이가 있었기 때문이었다. 엘리자베스의 어머니도 강력히 반대했다고 하며 심지어 필립을 “훈족”에 비유하기까지 했다. 하지만, 두 사람의 관계를 진작에 알았던 조지 6세는 엘리자베스가 스물한 번째 생일을 맞기 전에 두 사람의 관계를 공식적으로 발표했다. 1947년 7월 두 사람의 약혼이 선포되고 11월 20일에 웨스트민스터 사원에서 결혼식을 올렸다.
결혼식 후 두 사람은 1949년 7월 4일까지 윈들즈햄 무어에 살았으며, 나중에 대저택인 런던의 클래런스 하우스로 이사하였다. 슬하에 3남 1녀를 두었다.

## 왕위 계승

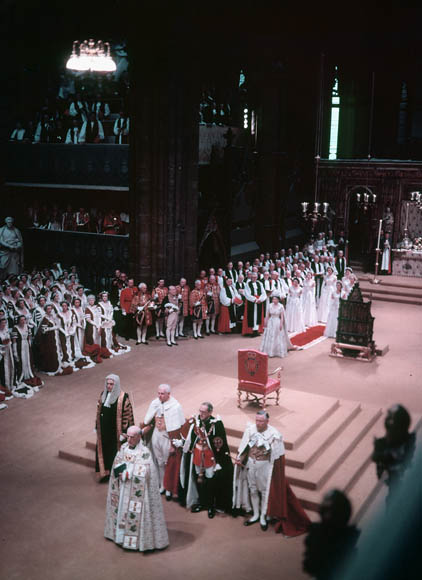
엘리자베스 2세의 대관식

1951년에 들어서 조지 6세의 건강이 나빠지면서 엘리자베스는 자주 왕실 행사를 행하게 되었다. 특히 건강을 1순위로 요구하는 외국 순방은 더욱 엘리자베스의 몫이었다. 그가 케냐에 도착했을 때 1952년 2월 6일 조지 6세가 암으로 사망했다는 소식이 날아왔다. 엘리자베스에게 부왕의 부고 소식을 전한 사람은 남편인 필립 공이었다. 그 후 왕실 일행은 즉시 영국에 돌아왔다. 조지 6세의 사망은 자동으로 그의 맏딸이자 1순위 왕위계승권자인 엘리자베스에게 왕위가 돌아감을 의미했다.
맨 처음 엘리자베스는 1952년 2월 6일 캐나다 추밀원에 의해 캐나다 여왕으로 선포되었다. 그의 영국 여왕으로서의 선포는 다음 날 세인트 제임스 궁전에서 이루어졌다.
1년 후인 1953년 3월 24일에 조모 메리 대왕대비가 폐암으로 사망하였다. 전하는 바에 따르면 임종 시 그의 소망은 손녀의 대관식이 뒤로 미루어지지 않는 것이었다고 한다. 엘리자베스 2세의 대관식은 1953년 6월 2일 TV를 통해 전 세계에서 2,500만 명이 지켜보는 가운데 웨스트민스터 사원에서 웅장하게 거행되어 여왕으로 정식 즉위하게 되었다. 당시 영국 총리 윈스턴 처칠은 대전쟁 후 위축되어가던 영국의 대외적 위상 회복과 국내 자긍심을 고취하기 위한 목적으로 엘리자베스 2세의 대관식을 화려하게 진행할 것을 지시하였다고 한다. 전쟁 중이던 대한민국도 국무총리 서리 백두진을 특별대표로 하는 사절단을 대관식에 파견하였다.

## 왕으로서의 삶
대관식 후 왕과 필립 공은 주거지를 군주의 주요 관저인 런던 중심부에 있는 버킹엄 궁전으로 이사했다. 그러나 소문에 따르면 수많은 그녀의 선왕들과 마찬가지로 버킹엄 궁전을 좋아하지 않았던 그는 장래의 주거지로 또 다른 주요 관저인 윈저 성으로 옮겨가는 것을 염두에 두었다고 한다.

### 연방의 지속적인 발전

영국 연방의 우두머리일 때 사용하는 엘리자베스 2세 여왕의 전용 깃발.

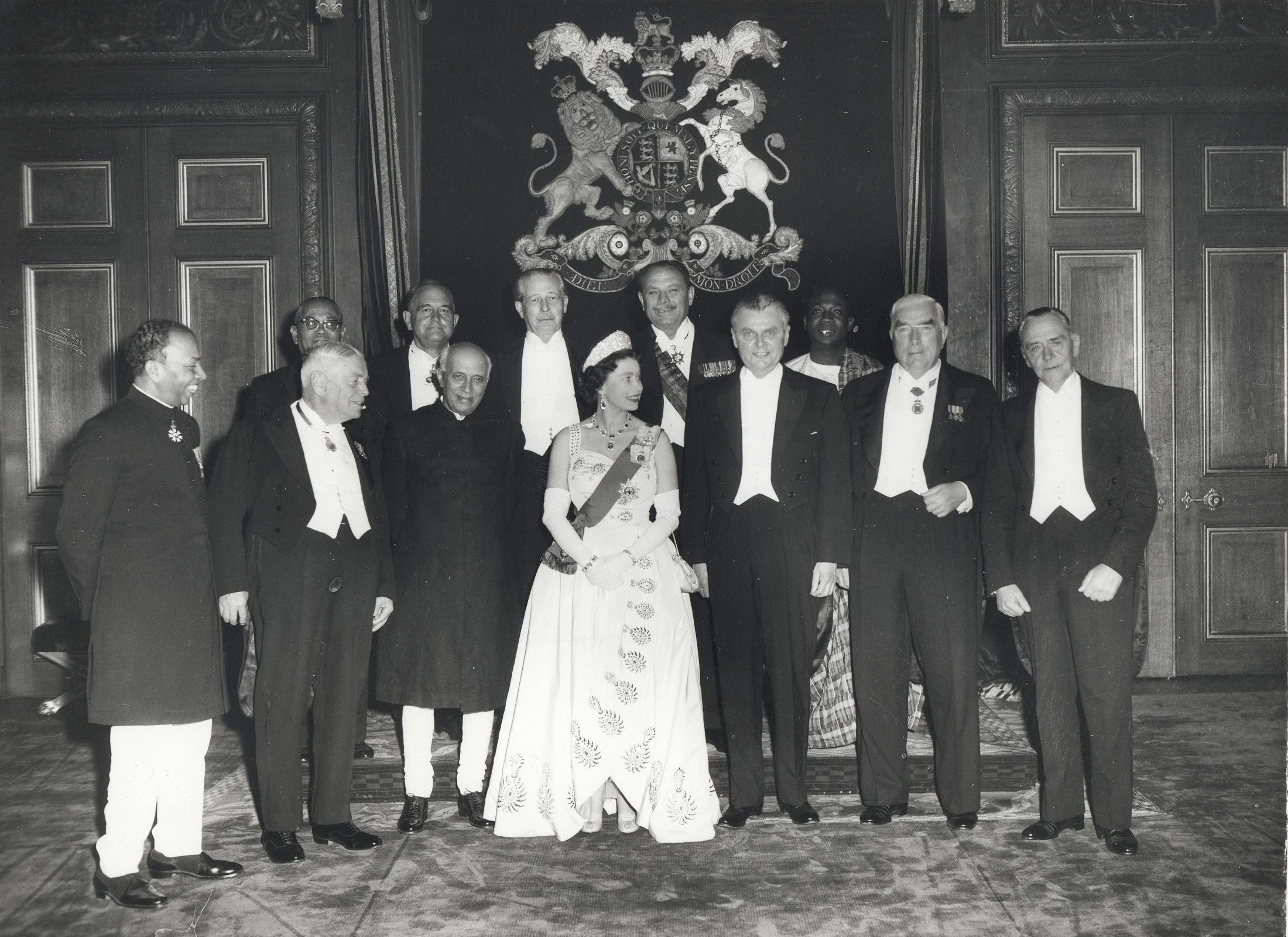
윈저 성에서 열린 영연방회의에서

1926년 제국회의의 마이치 선언은 1931년 웨스트민스터 제정법의 통과로 이어지면서 대영제국의 변화가 시작되었다. 당시 사람들은 엘리자베스 1세를 떠올리며 “새로운 엘리자베스 시대”가 도래하리라는 기대감을 품었다.
1952년 엘리자베스의 즉위 때부터 지금까지 줄곧 왕의 임무대로 영국을 통솔하면서 성장하는 독립국 무리와 세계 경제와 군사력을 분담하고 있다. 왕은 과거 50년 동안 국가들이 경제와 문화가 고도로 발전을 목격하면서 영국 연방의 새로운 지도자들과 대영 제국의 점차적인 변모를 사이에 놓고 부딪혔다.
당시 영국은 제2차 세계 대전 이후 승전국이었음에도 위상이 무너져가고 있었다. 1947년 조지 6세의 치세에 인도를 상실한 여파는 실론, 버마, 말라야, 이집트, 로디지아의 독립으로 줄줄이 이어졌다. 심지어 영국 연방의 자치령들도 모국인 영국과는 큰 틀만 유지하고 독립된 정치 구조를 구성하려는 움직임을 보였다. 엘리자베스 2세는 이미 독립한 옛 식민지들은 접어두고라도 영국 연방만은 돈독한 관계를 유지해야 한다는 생각으로 1953년 11월부터 6개월간 영국 연방을 순회할 계획을 세웠다. 오스트레일리아와 뉴질랜드 순방은 영국 군주로서는 처음 갖는 행사로 그들과의 유대를 맺게 해주었다. 또 영국 군주로서는 50년 만에 인도를 방문했으며 이후 남아프리카와 페르시아만 연안 국가들을 꾸준히 순방하였다. 그의 적극적인 행동은 성과를 거두어 1977년 여왕 즉위 25주년에는 영국 연방의 35개국 지도자들이 축하 연회에 참석하는 결실을 보았다. 한마디로 급속하게 추락하던 영국의 위상을 유지하는 데 큰 역할을 한 것이다.
프랑스 총리 기 몰레와 영국 총리 앤서니 이든이 프랑스와 영국의 합병 실현성을 놓고 검토한 1956년 국가 문서가 2007년 기밀 취급에서 해제되어 세상에 공개되었다. 두 사람 사이에는 엘리자베스 2세를 프랑스의 국가원수로 천거하자는 계획이 있었다. 그러나 이 계획은 결국 흐지부지됐으며 다음 해인 1957년, 프랑스는 로마 조약에 서명하여 유럽경제공동체에 가입하였다.

### 정치
엘리자베스 2세는 입헌군주답게 공공연하게 자신의 정치적 의견을 표명하지 않았다. 그녀는 자신의 치세 내내 일반 대중을 상대로 자신을 드러내는 것에 대해 자제를 고수해왔다. 따라서 그녀의 정치적 관점은 정확히 알려지지 않았다. 다만, 적절한 선에서는 정치적인 목소리를 내기도 했다. 한 예로 마거릿 대처 총리가 포클랜드 전쟁을 벌였을 때에는 명목적이지만 전쟁에 대한 왕의 승인을 받아야 했다. 엘리자베스 2세는 승인을 하면서도 “앤드루 왕자가 전투기 조종사로 전쟁에 참가하기에 부모로서 매우 걱정스럽다.”라며 나름대로 전쟁에 대한 불만을 표시하였다. 대처가 총리직을 끝낸 다음 엘리자베스 2세는 “나는 무슨 일이든 그저 강하게 밀어붙이는 그녀를 싫어했다.”라고 사석에서 말했다. 이런 여왕의 중심을 잃지 않는 범위에서 하는 신중하면서도 정치적인 표현은 국민에게 묘한 매력을 발휘하였다. 다시 말해서 왕의 존재는 상징적인 것 이상으로 국민과 정치를 중재해 주는 완충 역할을 한다는 느낌을 갖게 했다.
엘리자베스 2세는 국가 수반으로서 의회를 소집하고 해산하며 매년 가을 영국 정부의 정책을 요약하는 개회사와 함께 의회의 새로운 회기를 연다. 또한 왕은 선거를 통해 영국의 총리가 선출되면 그를 임명한다.
영국은 명예 혁명 이후로 국왕이 내정에 간섭할 수 없도록 하고 있다. 하지만 군주에게는 암묵적으로 지속돼 온 국왕의 정치적 권한이 있었다. 집권 세력이 의회에서 불신임됐을 때 새 총리를 지명할 수 있는 권한이다. 엘리자베스 2세는 두 차례 총리를 지명한 적이 있었지만 논란에 휩싸이자 1965년 이 권한을 스스로 포기했다.
매주 화요일마다 왕은 총리를 만나 개별회의를 하며 나랏일을 논의한다. 재위기간에 왕은 처칠과 대처를 포함해 현재 캐머런에 이르기까지 열두 명의 총리와 일했으며, 토니 블레어 총리는 다른 긴급한 용무를 이유로 왕과의 화요일 약속을 취소한 적이 있는 유일한 총리다. 《여왕의 생활》이란 책을 쓴 왕실 전문가인 브라이언 호이는 “당시 여왕은 아주 불쾌해했다.”라며 “이제 블레어 총리는 영국에 있는 한 그런 행동을 다시 하지 않는다.”라고 말했다. 그는 또 “여왕은 매우 박식하다.”라며 “몇몇 총리들이 여왕보다 상황을 잘 파악하지 못했다가 여왕의 지적을 받은 적도 있다.”라고 말했다.
사회적으로는 엘리자베스 2세는 즉위 후 남편과 함께 영국 각지의 기관, 기업체, 지역사회 등을 방문하여 많은 내외국인 방문객들을 맞고 있다. 엘리자베스 2세는 지금까지 38만 7천700건의 서훈식을 치렀다. 더불어 영국 적십자사, 영국 문화원, 영국 학술원 등을 포함한 620개가 넘는 자선단체와 기관을 후원하고 있다.
2007년 12월 24일, 엘리자베스 2세는 유튜브에 전용 동영상 사이트를 개설하였다. 로열채널이라는 이름의 이 사이트(www.youtube.com/theroyalchannel)에서는 영국 왕실의 일상에 대한 옛 뉴스와 각종 동영상을 상영하고 있다. 성탄절에는 왕의 성탄축하 메시지도 게시된다. 이 사이트는 정기적으로 새로운 소식을 갱신해 영국 왕실에 대한 누리꾼들의 이해를 돕고 있다. 또한 왕은 2010년에 페이스북과 트위터 계정을 계설해 사람들과의 소통을 확대해나가고 있다.
영국 왕실 측은 “여왕은 국민과의 새로운 소통방식에 항상 많은 관심을 기울이고 있다.”라며 “영국과 영국 외의 좀 더 많은 젊은이가 여왕의 성탄 메시지를 접할 수 있을 것”이라고 밝혔다. 이 메시지는 텔레비전과 라디오로도 방송하고 있다. 매년 3월 영국 연방 기념일에는 라디오를 통해 축하 메시지를 방송한다.
1999년에는 김대중 대통령의 초청으로 대한민국을 방문해 하회마을과 성공회 서울 주교좌 대성당, 이화여자대학교를 다녀갔으며, 2004년에는 영국을 국빈 방문한 노무현 대통령 내외를 만났다.
이렇게 조심스럽게 입지를 세운 영국 왕실의 권위는 그의 자녀에 의해 실추되기 시작했다. 딸인 앤 공주는 당시 소시지와 고기 파이를 만드는 회사를 가진 평민의 자녀인 마크 필립스 대위와 결혼하면서 왕실의 권위를 떨어뜨렸다. 이 결혼은 결국 1982년에 이혼으로 끝나면서 더욱 국민을 실망시켰다. 그리고 엘리자베스 2세의 여동생인 마거릿 공주마저 1978년에 공식적인 파혼을 하면서 위기감을 고조시켰다.
결혼 전부터 염문을 많이 뿌리고 다니던 웨일스 공 찰스는 1981년 7월, 정숙하고 가문 좋은 스펜서 가문의 딸이며 유치원 보모로 일하던 다이애나와 세인트 폴 대성당에서 결혼식을 올렸다. 이 결혼으로 왕실의 권위는 다시 회복되는 듯하였다. 둘 사이에서 윌리엄 왕자와 헨리 왕자가 연이어 탄생하면서 사람들 사이에서 인기가 절정에 다다랐다.
그러나 결혼 전부터 사귀던 카밀라 파커 볼스와의 관계를 잊지 못하던 찰스는 결혼 1년쯤 뒤부터 다이애나와 불화를 일으키기 시작했다. 찰스는 정치, 사회, 문화 전반에 관해 아주 해박한 지식을 갖추고 있었고 거기에 대해 토론하기를 좋아하는 반면, 다이애나는 패션에 관심이 많았고 무도희나 파티 등에 관심이 있었기 때문에 두 사람의 취미나 취향은 정반대였다. 반면에 카밀라 파커 볼스는 찰스와 같이 여러 방면에 해박한 지식을 두루 갖추고 있어 두 사람은 서로 어떤 주제에 대해 토론하고 이야기하는 것을 즐겼다고 한다. 1986년부터 심심찮게 웨일스 공 부처의 불편한 관계가 언론에 보도되기 시작하더니 결국 1996년 이혼을 하면서 국민의 실망은 더욱 커지게 되었다. 거기에 같은 해 둘째 왕자인 요크 공작 앤드루도 사라 퍼거슨과 이혼을 하면서 충격을 더했다.
무엇보다도 심각한 사건은 1997년 8월 31일 다이애나가 프랑스 파리에서 연인 도디 알파예드와 함께 파파라치를 따돌리려는 와중에 교통사고로 세상을 떠나자 국민의 원망이 찰스에게로 돌려지면서 왕실 권위에 치명적인 타격이 가해졌다.
1992년 다이애나는 자신의 결혼 생활과 왕실의 뒷이야기를 다룬 《다이애나-그녀의 진실》이란 책을 통해서 자신의 삶이 얼마나 힘들었는지를 밝혔었다. 그 내용은 대중매체를 타고 영국 내뿐만 아니라 세계 각국으로 퍼져 나갔고, 이로써 그녀에 대한 동정과 왕실과 찰스에 대한 안 좋은 시각이 커졌다. 이후 찰스 대신 그 아들인 윌리엄을 왕위 후계자로 삼자는 의견과 심지어는 영국 왕실을 폐지하자는 주장까지 나오기 시작했으나, 2011년 4월 윌리엄 왕자와 케이트 미들턴의 결혼을 계기로 왕실에 대한 호감이 확산되고 있다. 이렇듯 언급된 여러 문제에도 영국에서 입헌군주제가 유지되는 것은 엘리자베스 2세의 지혜로운 처신 때문으로 볼 수 있다.
2011년 5월에는 영국 군주로서는 할아버지인 조지 5세 이후로 100년 만에 아일랜드를 공식 방문하여 양국의 아픈 역사에 대해 유감을 표시했다. 그리고 2012년 6월에는 독립을 요구하며 오랫 동안 유혈 분쟁으로 갈등을 겪고 있는 북아일랜드를 방문하여 그의 사촌 마운트배튼 경을 암살한 주범인 아일랜드 공화국군 IRA의 총사령관과 역사적인 만남을 가졌다.

### 재산
엘리자베스 2세가 보유한 재산은 3억 2000만 파운드에 이르는 것으로 추정되며, 전 세계 군주 가운데 12위를 차지한다. 재산 대부분은 부동산과 미술품, 보석이다. 하지만, 왕의 개인 재산 가운데 공개되지 않은 것이 많아 정확한 액수는 왕도 모를 것이란 관측도 있다. 게다가 왕실 이름의 재산과 수입도 상당수 왕이 처분권을 가진 것을 고려할 때 여왕의 재산과 수입은 그 몇 배에 이를 것으로 짐작된다. 다만, 절대 왕권을 휘두르는 중동 등의 왕실과 달리 재산을 함부로 처분할 수 없다는 점에서 차이가 있다.
1992년 11월 20일, 윈저 성의 대형화재에 따른 천문학적 보수비를 정부에서 지급하는 문제와 관련해 영국 사회에서 논란이 일자 엘리자베스 2세는 1993년 왕실의 면세 특권을 스스로 포기했다.
2008년 4월 시점에 엘리자베스 2세는 개인 자산의 3분의 1인 1억 파운드 정도를 투자에 활용해왔다. 대부분은 런던 증시에 상장된 우량기업 주식에 투자했으나 미국발 세계 금융위기에서 시작된 전 세계 증시를 강타한 주가 폭락 사태로 말미암은 주가 급락으로 불과 수주일 만에 자산가치가 37%나 격감해 3천700만 파운드의 막대한 손실을 본 것으로 알려졌다. 런던 증시의 주가지수는 4월 이후 3분의 1이나 떨어졌다. 엘리자베스 2세는 세계 최고의 투자자문가들과 계약을 맺고 자산을 관리해 왔는데 유럽의 여러 나라를 국가 부도 직전까지 몰고 간 금융 혼란으로 손해가 막심해지자 격노했다고 전해진다. 또한, 부동산도 많이 가진 영국 왕실은 금융위기에 더해 주택시장이 침체하면서 주식과 부동산 양쪽 모두에서 엄청난 손실을 보았다.
왕과 왕실에 대한 정부의 재정 지원은 갈수록 줄어드는 추세다. 1991∼92년 7730만 파운드이던 재정 지원액이 2008∼2009년 3830만 파운드로 반토막 난데 이어 2013∼2014년에는 3000만 파운드로 감소했다.
세계적인 경기 침체로 인해 왕과 왕실에 대한 재정 지원금은 2015년까지 동결됐다. 그리고 2011년에 통과된 왕실 재정 지원 관련법에 따라 왕실 가족의 여행비용과 왕궁 관리비 등은 이제 왕실이 지불해야 한다. 이제 왕의 주 수입은 국민 세금이 아니라 영국왕립토지위원회(Crown Estate)에서 발생하는 수익에 의존하게 됐다. 새로운 법에 따라 왕은 왕립토지위원회가 앞서 2년간 벌어들인 수익의 15%에 해당하는 금액을 수령하게 된다.

### 암살 음모
2007년 11월, 우간다에서 23일부터 25일까지 3일간 열린 영국 연방 정상회의에서 국제 테러 조직 알카에다와 연관된 과격파 이슬람 단체가 엘리자베스 2세를 노린 테러를 계획했지만 영국 정보기관이 사전에 이를 저지하였다. 당시 과격파는 현지 텔레비전 방송국 중계차 2대에 폭발물을 숨기고 테러를 계획했지만 정보 기관원이 이 중계차를 사전에 압수해 사건 발생을 막은 것으로 알려졌다. 우간다 정부 측은 엘리자베스 2세를 겨냥한 테러 계획이 있었던 것을 인정했지만 실제로 중계차에 폭발물이 설치됐었는지에 대한 자세한 언급은 하지 않았다.
2008년 8월 19일, 영국에서 엘리자베스 2세를 비롯한 영국 왕실의 주요 인물들을 겨냥한 아랍계 테러조직이 적발됐다. 이들은 자신들의 컴퓨터에 테러 대상의 인물사진은 물론 해당 거주 공관 등에 대한 지도와 자세한 정보를 언제든 사용 가능하도록 저장하고 있었다. 또 영국 의회 건물 등의 역사적 건조물들과 뉴욕과 워싱턴의 지하철 등과 관련한 구체적인 정보, 세계은행 건물 등을 찍은 홈 비디오테이프 등도 발견됐다. 적발된 테러 조직원 가운데는 열여섯 살의 최연소 테러범도 포함되어 있었다.

### 사망
2022년 9월 8일 버킹엄 궁전은 엘리자베스 2세가 밸모럴성에서 의료진의 감독하에 있을 것이라고 발표했다. 성명서에서 "오늘 아침 추가 평가 후, 여왕의 의사들은 그의 건강을 염려하고 있으며 의료 감독하에 머물 것을 권고했다"고 밝혔다. 엘리자베스 2세는 2022년 9월 8일 스코틀랜드 밸모럴성에서 향년 97세(만 96세)의 일기로 세상을 떠났다.

## 자녀
| 사진 | 이름                   | 생일                   | 사망 | 기타                                                                               |
| ---- | ---------------------- | ---------------------- | ---- | ---------------------------------------------------------------------------------- |
|      | 찰스 3세               | 1948년 11월 14일(76세) | 생존 | 웨일스 공비 다이애나와 결혼 후 이혼, 슬하 2남. 영국 왕비 커밀라와 재혼, 자녀 없음. |
|      | 프린세스 로열 앤       | 1950년 8월 15일(74세)  | 생존 | 마크 필립스와 결혼 후 이혼, 슬하 1남 1녀. 티머시 로런스와 재혼, 자녀 없음          |
|      | 요크 공작 앤드루       | 1960년 2월 19일(65세)  | 생존 | 요크 공작부인 세라와 결혼 후 이혼, 슬하 2녀.                                       |
|      | 에든버러 공작 에드워드 | 1964년 3월 10일(61세)  | 생존 | 에든버러 공작부인 소피와 결혼, 슬하 1남 1녀.                                       |

## 직함
그의 직함은 영국의 여왕이자 명목상의 노르망디 공작, 맨의 영주, 호주의 여왕 등이 있다.
- 1926년 4월 21일~1936년 12월 11일: 요크 공녀 엘리자베스 전하 (Her Royal Highness Princess Elizabeth of York)
- 1936년 12월 11일~1947년 11월 20일: 엘리자베스 공주 전하 (Her Royal Highness The Princess Elizabeth)
- 1947년 11월 20일~1952년 2월 6일: 에든버러 공작부인 엘리자베스 공주 전하 (Her Royal Highness The Princess Elizabeth, Duchess of Edinburgh)
- 1952년 2월 6일~2022년 9월 8일: 여왕 폐하 (Her Majesty The Queen)

대한민국에서 1986년 4월 10일, 무궁화대훈장을 받은 바 있다.
| 엘리자베스 공주의 휘장 (1944–1947) | 에든버러 공작부인 엘리자베스 공주의 휘장 (1947–1952) | 현재의 휘장 (스코틀랜드 제외) | 스코틀랜드에서의 현재의 휘장 |

## 같이 보기
- 골든 쥬빌리
- 조지 6세
- 웨일스 공작부인 다이애나